# دراژواتس (اوبرنوواتس)
دراژواتس (به صربی: Draževac) یک منطقهٔ مسکونی در صربستان است که در اوبرنوواتس واقع شده‌است. دراژواتس ۲۰٫۴۳ کیلومتر مربع مساحت و ۱٬۴۴۲ نفر جمعیت دارد و ۱۳۲ متر بالاتر از سطح دریا واقع شده‌است.